# Vononoides unimaculatus
Genre
Espèce
Vononoides unimaculatus, unique représentant du genre Vononoides, est une espèce d'opilions laniatores de la famille des Cosmetidae.

## Distribution
Cette espèce est endémique de la province de Tungurahua en Équateur. Elle se rencontre vers Santa Inez.

## Description
Le mâle holotype mesure 6 mm.

## Publication originale
- Roewer, 1912 : « Die Familie der Cosmetiden der Opiliones-Laniatores. » Archiv für Naturgeschichte, vol. 78, no 10, p. 1–122 (texte intégral).